# Petalocephala arcuata
Petalocephala arcuata är en insektsart som beskrevs av Cai och Kuoh. Petalocephala arcuata ingår i släktet Petalocephala och familjen dvärgstritar. Inga underarter finns listade i Catalogue of Life.